# Pidgin (software)
Pidgin (cunoscut anterior ca gaim) este client pentru mesagerie instantanee disponibil pe mai multe platforme, dar este folosit mai ales de utilizatorii de sisteme de tip UNIX, asemănător cu alte sisteme de mesagerie instant precum Yahoo Messanger. Pidgin este un soft gratuit disponibil sub licență GNU General Public License.  
Original scris de Mark Spencer pentru sistemele de operare de tip Unix, acum rulează pe o varietate de platforme printre care Microsoft Windows, GNU/Linux, FreeBSD, SkyOS și Sisteme Trolltech's PDA, Qtopia. Utilizatorii Mac OS X pot rula programul prin intermediul interfeței X11 deși pe situl Pidgin le este recomandat clientul de mesagerie nativ al Mac OS X GUI, Adium.

## Caracteristici
- Redenumirea contactelor prin porecle (nickname)
- Avertizarea utilizatorilor despre starea contactelor din lista predefinită
- Gruparea contactelor
- Aranjarea ferestrelor în tab-uri pentru un bun management al acestora.
- Permite utilizatorilor folosirea mai multor conturi
- Mesaje popups prin intermediul plugins-ului Guifications
- Criptarea mesajelor prin Off-the-record (OTR) sau prin plugin-ul Gaim-encryption (NSS crypto library)
- Transparența ferestrelor utilizând un plugin (sub Microsoft Windows)

## Protocoale suportate
- Bonjour iChat
- Gadu-Gadu
- Jabber (XMPP, Google Talk)
- Internet Relay Chat
- .NET Messenger Service (sau MSN)
- Novell GroupWise
- OpenNAP
- OSCAR (AIM/ICQ)
- SILC
- Yahoo! Messenger
- Zephyr
- Lotus Sametime
- Session Initiation Protocol (SIP) (în acest moment doar cu funcția de chat)

## Plugin-uri

### Protocoale
- DirectNet, plugin pentru DirectNet - mesagerie instant prin peer to peer
- IMPS
- Tlen[8]
- xfire
- Skype[9]
- Facebook Chat[10]

### Altele
- Guifications Arhivat în 17 mai 2008, la Wayback Machine. - Plugin de notificare vizuală
- Plugin Pack Arhivat în 17 mai 2008, la Wayback Machine. - Un pachet de plugin-uri de la echipa Guifications
- Original Smileys Arhivat în 4 iulie 2008, la Wayback Machine. - Smiley-uri pentru fiecare protocol în parte, așa cum au fost ele definite de aplicația nativă